# Asociación de Estudios Psicológicos y Sociales
La Asociación de estudios psicológicos y sociales AEPS (Association of Psychological and Social Studies) es una organización no gubernamental, creada a iniciativa de un grupo de destacados profesores, investigadores y profesionales relacionados con las ciencias sociales, la psicología, la pedagogía, la medicina y el derecho.
La asociación tiene su sede principal en Zaragoza, España. Su presidente en el año 2023, es el psicólogo y jurista Javier Garcés Prieto.

## Objetivos
Los objetivos principales de la asociación son:
- Promover el estudio y la investigación científica de las ciencias sociales y la conducta humana.
- Realizar proyectos para la mejora de la calidad de vida individual y desarrollo social.
- Llevar a cabo estudios y proyectos relacionados con la salud, entendida como el bienestar físico, psíquico y social de la persona.
- Organizar programas formativos e informativos, en el ámbito nacional e internacional, para poner al alcance de toda la sociedad los conocimientos  y avances de la psicología, la sociología, la salud  y la ciencia jurídica.
- Colaborar con otras instituciones públicas y privadas en pro de la mejora del bienestar individual, del progreso de la sociedad y la integración social de los colectivos marginados.

## Actividades desarrolladas y funcionamiento interno
En sus veintisiete años de actividad ininterrumpida, la asociación ha llevado a cabo, en Europa y América, numerosos proyectos de investigación y estudio, así como programas y actuaciones formativas y sociales. Entre ellos sobresalen los desarrollados en las siguientes áreas:
- Problemas psicológicos y sociales de la sociedad moderna. Especial repercusión han tenido los estudios realizados por investigadores de la asociación sobre consumismo,[2][3][4] adicción a la compra,[5][6] el uso excesivo o inadecuado de las nuevas tecnologías.[7]
- Comportamiento de los consumidores y nuevos modelos de desarrollo para hacer compatible el progreso económico con un consumo ético y sostenible.[8][9]
- Promoción del movimiento de consumidores activos y críticos, así como la formación de los ciudadanos, adultos y jóvenes, como consumidores responsables.[10][11]
- Estudio y divulgación de los aspectos de la psicología científica, que resultan más útiles en la vida diaria de los ciudadanos. Los proyectos más relevantes en esta área han sido los relacionados con las alternativas no farmacológicas frente a los problemas de estrés y ansiedad,[12] el bienestar psicológico, la salud mental, y  el uso racional de medicamentos psicoactivos.[13][14]
- Psicología del deporte y la actividad física, con la puesta en marcha en el año 2008 de un importante grupo de trabajo formado por profesores, profesionales e investigadores en esta área. Este grupo está dirigido  actualmente (2015) por su vicepresidente y especialista en psicología del deporte Miguel Ángel Ramos.[15]
- Cambio climático y movilidad sostenible.

Desde el año 1998 la asociación cuenta, a nivel interno, con seis direcciones de área: psicología, sociología, formación, consumo, salud y participación ciudadana.
Estudios independientes han determinado que la asociación de estudios psicológicos y sociales se encuentra entre las entidades españolas más relevantes, siendo una de las diez más eficazmente gestionadas.
En el año 2020 recibió una mención especial del Premio Ebrópolis a las buenas prácticas sociales por su programa: "Bienestar Psicológico y Salud", relacionada con la atención a la salud mental durante la pandemia causada por el COVID 
Desde el año 2020 la Asociación, lleva a cabo diversos proyectos, estudios y publicaciones relacionadas con la movilidad sostenible y, especialmente, sobre el cambio climático. Participa desde 2021 en la organización y desarrollo de las sucesivas ediciones del Congreso Internacional sobre la Comuniación del Cambio Climático ( Climate Change Communication Conference). Los estudios y publicaciones más relevantes que realiza la Asociación sobre este tema se refieren al impacto emocional del cambio climático, la ecoansiedad y la relación entre medio ambiente, consumismo y salud mental.